# Sophrops paucisetosa
Sophrops paucisetosa är en skalbaggsart som beskrevs av Frey 1971. Sophrops paucisetosa ingår i släktet Sophrops och familjen Melolonthidae. Inga underarter finns listade i Catalogue of Life.